# ترجمه تفسیر طبری
ترجمهٔ تفسیر طبری کتابی منثورِ فارسی از قرنِ چهارمِ هجریِ قمری است، مشتمل بر ترجمه‌ای فارسی از قرآن، که تا حدّی از روی تفسیر طبری نوشته شده است. نویسندگانش گروهی از علمای ماوراءالنّهر بوده‌اند. این کتاب را از حیثِ زبان هم‌سنگِ شاهنامهٔ فردوسی گفته‌اند.

## نسخه‌ها
تصحیحِ حبیب یغمایی از این کتاب در ایران منتشر شده است.